# EnTourage eDGe
enTourage eDGe — комбинированное устройство персонального доступа, включающее планшетный компьютер на одном экране и электронную книгу — на другом. С 2011 года является интеллектуальной разработкой компании Pleiades Publishing, Ltd. Является «первым в мире двухэкранным панельным устройством».
Девайс работает на платформе Google Android (операционная система Android 2.2.1 2009 года и ядро Linux 2.6.34 2010 года). В 2012 году на заводах Foxconn стартовало массовое производство enTourage eDGe версии 2.5.

## Характеристики
Устройство представляет собой сенсорное устройство с двумя экранами, которое в открытом виде напоминает книгу. Один экран основан на технологии e-Ink или электронных чернил, другой представляет собой многоцветный ЖК-экран с диагональю 10,1 дюйма. Оба экрана сенсорные и интерактивные: они реагируют на прикосновения непосредственно рукой или специальным стилусом.
Цветной жидкокристаллический ЖК-экран предназначен для отображения мультимедийных материалов (что является важным преимуществом современного образовательного процесса). Экран E-Ink предназначен для чтения и — в соответствующем режиме — как блокнот для заметок, аналогичный бумажному.   Поскольку экран e-Ink, который также используется в современных читалках, по оптической структуре идентичен обычной бумаге, то есть работает за счет отраженного света, он практически безопасен для зрения, что позволяет наносить любое количество текста,  информация о нем (что важно для образовательного процесса, поскольку позволяет использовать электронное устройство, не нарушая санитарных норм).
Оба экрана связаны между собой, однако, если электронная книга загружена из хранилища enTourage, она добавляется в библиотеку устройства, доступ к которой возможен не только с ЖК-экрана, но и с экрана e-Ink, то есть экрана чтения. Если документ создан на стороне экрана e-Ink, его также можно воспроизвести на стороне ЖК-экрана.
Устройство enTourage eDGe оснащено камерой, расположенной в верхней части ЖК-экрана, двумя портами USB для использования двух внешних флэш-памятей, внешней клавиатурой и другими совместимыми устройствами;   enTouragee eDGe также включает в себя стилус, который используется для письма и взаимодействия с обоими экранами.
Устройство представляет собой трансформер: обе стороны можно сложить в форме обычной книги, а экраны можно повернуть из стороны в сторону (один навстречу другому).

## Хронология
- В марте 2010 г. была выпущена версия 2.0 устройства enTourage eDGe.
- С ноября 2011 г. началась разработка версии 2.5, массовое производство которой было запущено в июле 2012 г.
- С января 2013 г. была запланирована разработка версии 3.0.

Как пишет английский журнал «Wired»: 
«Девайс enTourage eDGe — первое в мире двухэкранное панельное устройство. Это устройство абсолютно безопасно для детей.

Особенность его конструкции — в сочетании двух сенсорных панелей, которые открываются и закрываются, как книга. Левый сенсорный экран — реагирует на прикосновения стилусом, предназначен для чтения и письма; другой сенсорный экран — цветной жидкокристаллический, предназначен для веб — доступа и просмотра видеоматериалов. Операционная система — Linux с Google Android».

## Школьные планшеты Ростеха
В 2010 году корпорация Ростех купила некоторые права на планшет enTourage eDGe, поэтому Электронный образовательный комплекс в качестве технической платформы использует уникальное устройство, разработанное компанией enTourage Systems, Inc. Проект был модернизирован как программно, так и аппаратно и выбран в качестве аппаратной основы для российского школьного проекта Э-ОК — Электронного образовательного комплекса. Продажами занимается дочерняя компания Ростеха - Национальный центр электронного образования (НЦЭО). В 2017 учебном году пробную партию из 8000 планшетов получили школьники Свердловской области. Партия была изготовлена в Китае, на заводах компании Foxconn, который производил и оригинальные планшеты. Сторонние эксперты оценивают стоимость планшета в 20—30 тыс. руб. Китайские планшеты Ростеха грузятся примерно три минуты и весят по 1,5 кг.

## Критика
В начале сентября 2017 года, после того как Znak.com опубликовал статью об устаревших планшетах школьного проекта Э-ОК, российский оппозиционер Алексей Навальный опубликовал обвинения в обмане в адрес Ростеха. По утверждениям Навального, Ростех дезинформировал общественность, поставляя устаревшие планшеты по завышенным ценам под видом российских. При этом для сравнения цен Навальный указывал цены старых планшетов на вторичном рынке.